# Advanced Packaging Tool
Advanced packaging tool, eller APT, är en pakethanterare, ett verktyg för att hantera installation av mjukvara i Linux. APT gör processen enklare när man ska hantera mjukvara på Unix-liknande datorer genom att automatisera hämtningen, konfigurationen och installationen av mjukvarupaket, antingen ur en binär fil (.deb) eller genom kompilering av källkod.
APT utvecklades ursprungligen för Debian-projektet, men används också i andra linuxdistributioner. APT använder dpkg för pakethanteringen på låg nivå och har flera användargränssnitt, varav aptitude är det primära i Debian.